# Championnat du Congo de football 1987
Navigation
Saison précédente Saison suivante
La saison 1987 du Championnat du Congo de football est la vingt-cinquième édition de la première division congolaise, la MTN Ligue 1. Les douze équipes sont regroupées au sein d'une poule unique, où chaque équipe affronte tous les adversaires de sa poule deux fois, à domicile et à l'extérieur. En fin de saison, le dernier du classement est relégué tandis que l'avant-dernier doit disputer un barrage de promotion-relégation face au 2e de D2.
C’est l'Étoile du Congo, qui remporte la compétition, après avoir terminé en tête du classement final, avec trois points d'avance sur les Diables noirs de Brazzaville et l'AS Cheminots Pointe-Noire. C’est le septième titre de champion du Congo de l’histoire du club.

## Qualifications continentales
Le champion du Congo se qualifie pour la Coupe des clubs champions africains 1988 tandis que le vainqueur de la Coupe du Congo obtient son billet pour la Coupe des Coupes 1988. Si un club réussit le doublé Coupe-championnat, c’est le finaliste de la Coupe qui participe à la Coupe des Coupes.

## Les clubs participants
| - Diables noirs de Brazzaville - Inter Club Brazzaville - Étoile du Congo - CARA Brazzaville - Kotoko Mfoa - EPB Pointe-Noire | - Elecsport Bouansa - Petrosport Pointe-Noire - AS Cheminots Pointe-Noire - Patronage Sainte-Anne - Kronembourg FC - Promu de D2 - Sucosport Nkayi - Promu de D2 |

## Compétition

### Classement
Le barème utilisé pour établir le classement est le suivant :
- Victoire : 2 points
- Match nul : 1 point
- Défaite, forfait ou abandon : 0 point

| Rang | Équipe                       | Pts | J  | G | N | P | Bp | Bc | Diff |
| ---- | ---------------------------- | --- | -- | - | - | - | -- | -- | ---- |
| 1    | Étoile du Congo              | 31  | 22 |   |   |   |    |    |      |
| 2    | Diables noirs de Brazzaville | 28  | 22 |   |   |   |    |    |      |
| 3    | AS Cheminots Pointe-Noire    | 28  | 22 |   |   |   |    |    |      |
| 4    | CARA Brazzaville             | 27  | 22 |   |   |   |    |    |      |
| 5    | Inter ClubC                  | 24  | 22 |   |   |   |    |    |      |
| 6    | Petrosport Pointe-Noire      | 21  | 22 |   |   |   |    |    |      |
| 7    | Patronage Sainte-AnneT       | 20  | 22 |   |   |   |    |    |      |
| 8    | EPB Pointe-Noire             | 19  | 22 |   |   |   |    |    |      |
| 9    | Kotoko Mfoa                  | 18  | 22 |   |   |   |    |    |      |
| 10   | Sucosport NkayiP             | 18  | 22 |   |   |   |    |    |      |
| 11   | Kronembourg FCP              | 16  | 22 |   |   |   |    |    |      |
| 12   | Elecsport Bouansa            | 14  | 22 |   |   |   |    |    |      |

|  | Qualification pour la Coupe des clubs champions africains 1988                        |
|  | Qualification pour la Coupe des Coupes 1988                                           |
|  | Participation au barrage de promotion-relégation                                      |
|  | Relégation directe en deuxième division                                               |
|  | T : Tenant du titre C : Vainqueur de la Coupe du Congo P : Promu de deuxième division |

### Matchs

#### Barrage de promotion-relégation
| Équipe 1       | Résultat | Équipe 2     |
| -------------- | -------- | ------------ |
| Kronembourg FC | -        | (D2) Inconnu |

- Kronembourg FC se maintient en première division.

## Bilan de la saison
| Championnat du Congo de football 1987    |                            |
| Champion                                 | Étoile du Congo (7e titre) |
| Coupes et trophées                       |                            |
| Vainqueur de la Coupe du Congo 1987      | Inter Club                 |
| Qualifications continentales             |                            |
| Coupe des clubs champions africains 1988 | Étoile du Congo            |
| Coupe des Coupes 1988                    | Inter Club                 |
| Promotions et relégations                |                            |
| Promus en MTN Ligue 1                    | AC Léopards                |
| Relégués en MTN Ligue 2                  | Elecsport Bouansa          |